# Jitka Schneiderová
Jitka Schneiderová  (* 23. března 1973 Znojmo) je česká herečka.

## Životopis
Původně nechtěla být učitelkou, přesto vystudovala střední pedagogickou školu. Díky svému hudebnímu a pohybovému nadání se rozhodla věnovat umění. V roce 1995 vystudovala muzikálové herectví na Divadelní fakultě Janáčkovy akademie múzických umění v Brně. Již během studia hostovala v Městském divadle Brno a objevila se v původních českých muzikálech v Brně i Praze. Dostala nabídku do Divadla bratří Mrštíků a začala studovat na DAMU, kde ji učil například Jan Kačer.
V Praze vystřídala několik divadel, stálé angažmá získala až v roce 1996 ve Studiu Ypsilon. Po sedmi letech se rozhodla opustit stálé angažmá a odešla na volnou nohu. Díky tomu se například objevila na pražských letních shakespearovských slavnostech, kde účinkovala v Králi Learovi.
Začala se objevovat také v televizi. Pro TV Nova natočila sitcom Nováci, pro Českou televizi pak několik pohádek, např. Zkřížené meče. Objevila se také v seriálu Arrowsmith. Popularitu jí přinesla hlavní role Hanky ve snímku Davida Ondříčka Samotáři. Hlavní roli získala také v pohádce Václava Vorlíčka Jezerní královna. V roce 2006 si zahrála učitelku Alici v komedii Jak se krotí krokodýli. Objevila se také v seriálech Letiště, Černá sanitka, Přešlapy a Pojišťovna štěstí V.
Jejím bývalým manželem je herec David Švehlík, v roce 2006 se jim narodila dcera Sofie Anna. Rozvedli se v roce 2012.
V roce 2015 se zúčastnila taneční soutěže StarDance, ve které se umístila na druhém místě. Tančila s Markem Dědíkem. Porazila ji Marie Doležalová, která tančila s Markem Zelinkou.
V roce 2018 se zúčastnila 5. řady soutěže Tvoje tvář má známý hlas. Skončila na osmém místě.
V roce 2023 se objevila v roli exmanželky v seriálu TV Nova, Táta v nesnázích.

## Role

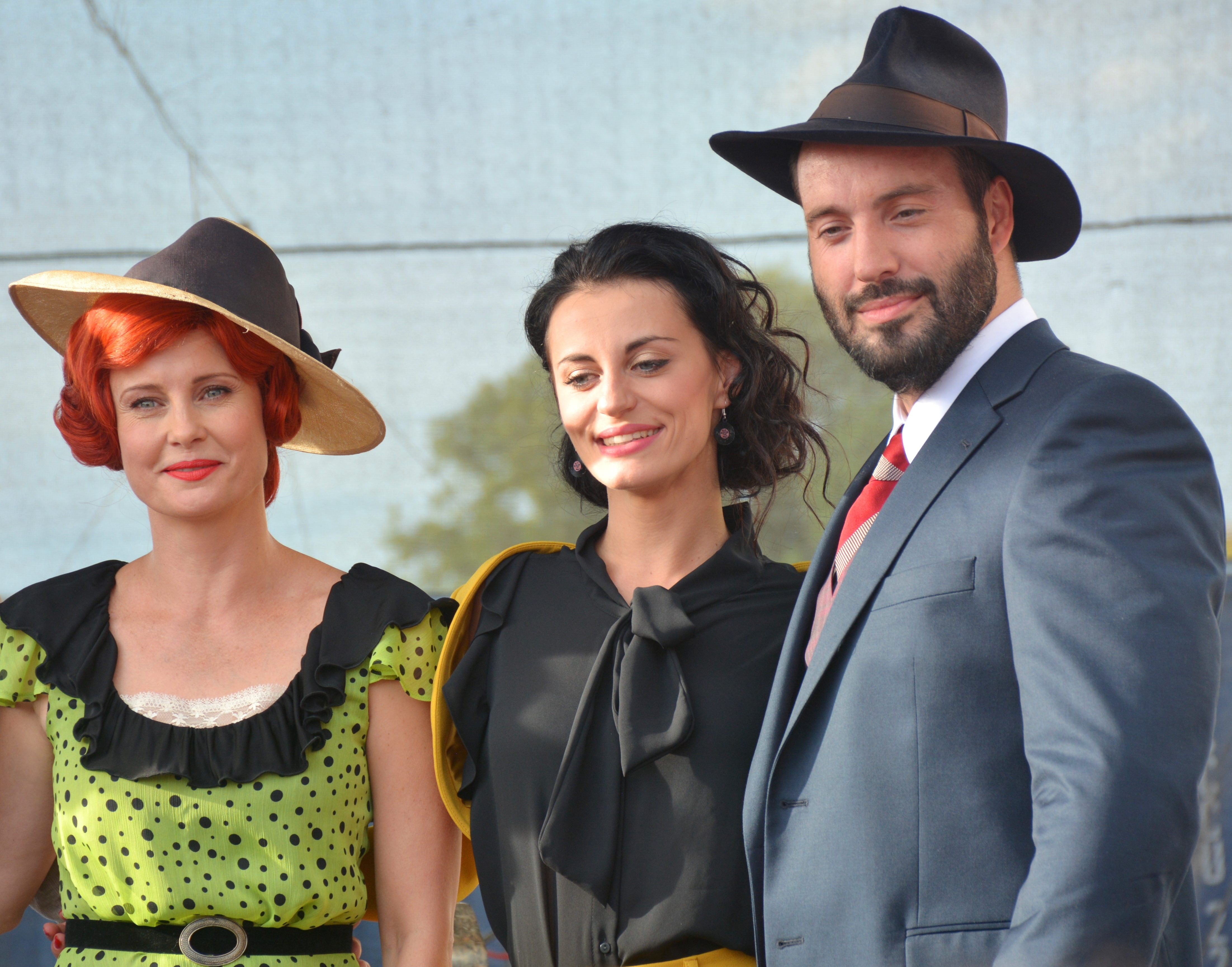
Zleva: Jitka Schneiderová, Markéta Procházková, Václav Noid Bárta v kostýmech z muzikálu Bonnie & Clyde, uváděném v Hudebním divadle Karlín (2016)

### Film
- 1994 – Nebeský pláč
- 1998 – Jezerní královna – princezna Odetta
- 2000 – Samotáři – Hanka
- 2001 – Paralelní světy
- 2006 – Jak se krotí krokodýli – učitelka Alice
- 2014 – Hany – Zuzana
- 2015 – Noc bezMoci
- 2015 – Ztraceni v Mnichově
- 2016 – Dvojníci – Jitka Prospalová
- 2021 – Prvok, Šampón, Tečka a Karel
- 2021 – Láska na špičkách

### Televize
- 1996 – Nováci
- 2002 - Tatort: Heiße Grüße aus Prag
- 2004 – Pojišťovna štěstí
- 2006 – Letiště
- 2008 – Černá sanitka
- 2008 – Kouzla králů – královna ohně
- 2009 – Přešlapy
- 2012 – Ententýky – Ute Zikmundová
- 2013 – Sanitka 2
- 2015 - Přístav (seriál) - Pavlína Krupičková
- 2018 – Tvoje tvář má známý hlas
- 2018 – Polda – svatební agentka
- 2019 – Jak si nepodělat život, díl: „Můj bezvadnej život“
- 2021 – Anatomie života – hlavní sestra Helena na traumatologii
- 2023 – Ulice – Julie Papežová
- 2023 – Táta v nesnázích – Kateřina (exmanželka Petra)[3]